# Ixmiquilpan
Ixmiquilpan (Nahuatl: Itzmiquilpan, Otomí: Nts’ütkani) is een plaats in de Mexicaanse deelstaat Hidalgo. De plaats heeft 32.679 inwoners (census 2005) en is de hoofdplaats van de gemeente Ixmiquilpan.
Ten tijde van de komst van de Spanjaarden was Ixmiquilpan een nederzetting van de Otomí; in de kerk van de plaats zijn schilderingen bewaard gebleven die de strijd tussen de Spanjaarden, Otomí en Azteken laten zien. Ixmiquilpan is sinds 1968 de plaats waar zich de originele Dianafontein bevindt, waarvan zich een kopie in Mexico-Stad bevindt. Dit beeld werd in 1968 overgebracht door burgemeester Alfonso Corona van Mexico-Stad, die in Ixmiquilpan was geboren, toen het beeld wegens een renovatie van de Paseo de la Reforma tijdelijk verwijderd moest worden. Uiteindelijk heeft Ixmiquilpan het oorspronkelijke beeld mogen houden en is er in Mexico-Stad een kopie geplaatst.